# 上野大佛

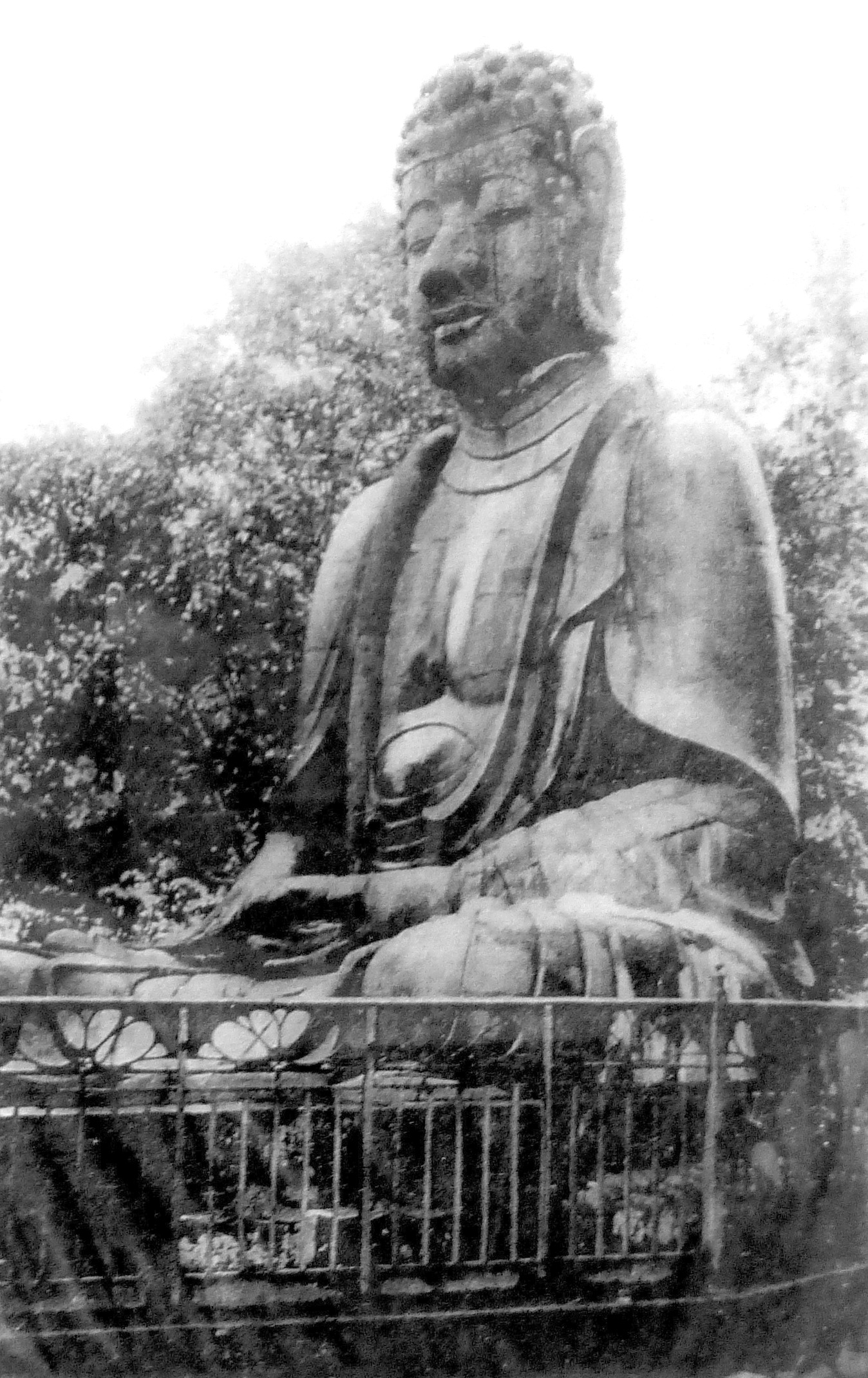
昔日的上野大佛

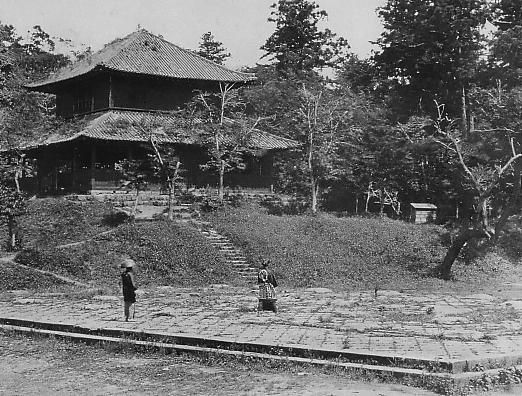
未拆除前的佛殿

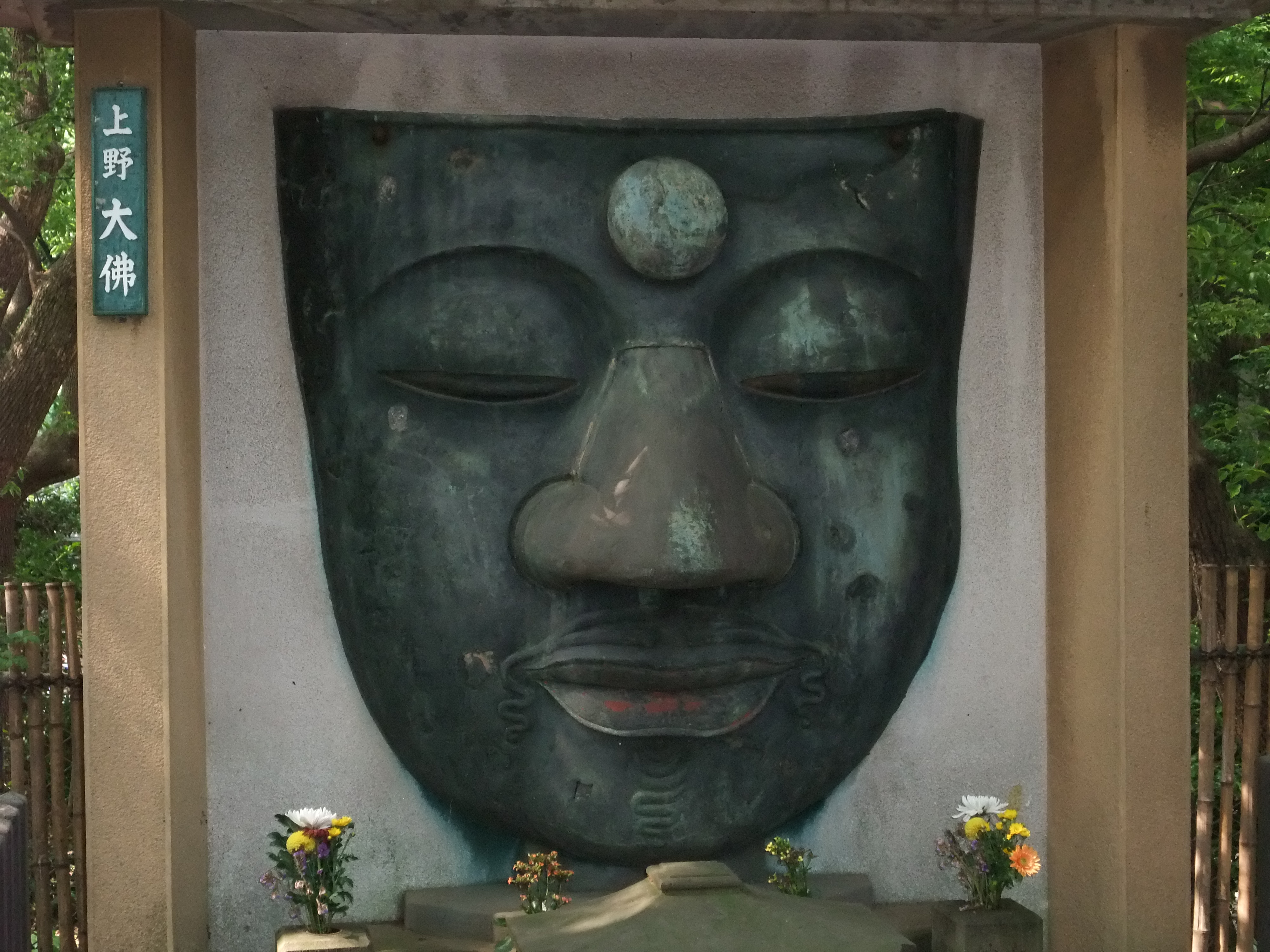
臉部僅存的上野大佛

上野大佛（日语：／ Ueno Daibutsu）是一尊像高約6米的釋迦如來坐像大佛。因其臉部浮雕「不落地」，與日語「不落第」（即考試合格）發音相同而又稱「合格大佛」。由於數度遇災嚴重損壞，現存部分僅剩臉部浮雕。大佛現位於東京都台東区上野恩賜公園内，緊隣上野精養軒的大佛山山丘之上，另設有祈願塔以及志納所。

## 沿革
- 寛永8年（1631年），越後村上藩主堀直寄為慰靈戰死者，命人以灰泥塑成釋迦如來供奉。
- 正保4年（1647年），泥像因地震震毀。
- 万治年間（1658年 - 1661年)，遊行僧浄雲以青銅再設像，另有一説為明曆年間（1655年 - 1658年）。
- 元禄11年（1698年），公辨為露座大佛建立佛殿（覆堂）。
- 天保12年（1841年），因火災大佛與佛殿受損。
- 天保14年（1843年），堀直央給予捐贈，用以重鑄佛像並修葺佛殿。
- 安政2年（1855年），安政大地震造成頭部破損。堀直央再予以捐贈作修復。
- 明治8年（1875年），因籌備設立上野恩賜公園而拆除佛殿，回復為露天座佛。
- 大正12年（1923年），關東大地震導致頭部脫離並嚴重損壞。大佛因此解體交予寛永寺保管，但由於再建計画資金匱乏而遭擱置。
- 昭和15年（1940年），因戰時金屬軍需，整尊大佛除臉部以外均被軍方征用熔作武器。
- 昭和42年（1967年），適逢關東大震災50週年，上野觀光聯盟搭建祈願塔期願大佛重建。
- 昭和47年（1972年），寛永寺所保管的臉部浮雕安置回原址。

## 關聯條目
- 上野恩賜公園

## 外部連結
- 上野有个合格大佛（朝日新聞中文網）
- 上野の「顔だけ」大仏で合格祈願－「これ以上落ちない」と受験生相次ぐ（页面存档备份，存于）（上野経済新聞）